# Lis maritime
Pancratium maritimum
Espèce
Classification APG III (2009)
Statut de conservation UICN

 LC  : Préoccupation mineure
Le Lis maritime (Pancratium maritimum), également appelé lis de mer, ou lis des sables, ou encore lis mathiole, est une espèce de plante vivace bulbeuse psammophyte de la famille des Amaryllidacées (ou des Liliacées selon la classification classique).

## Description

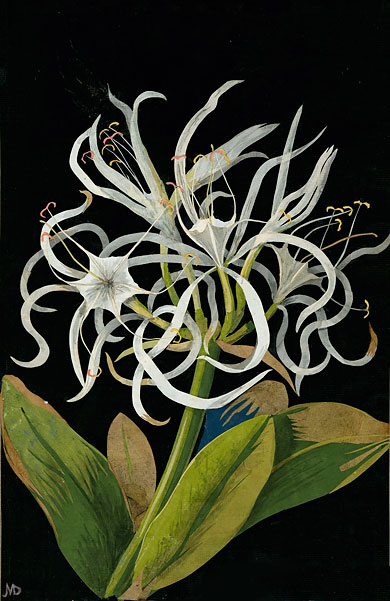
Pancratium maritimum L., collage papier par Mary Delany (1700-1788).

L'inflorescence, composée d'une petite dizaine de fleurs réunies en ombelle, est portée par une tige d'une trentaine de centimètres émergeant d'un gros bulbe enterré dans le sable.
Les feuilles de 8 à 20 mm de large, sont en lanières tordues en spirales. 
La floraison s'étale de juillet à septembre. Les fleurs, dont le périanthe peut dépasser une dizaine de centimètres, exhalent une odeur agréable. La corolle est divisée en douze dents, deux dents entières séparant deux étamines.
La plante a la particularité de pouvoir s'enterrer plus profondément afin d'éviter son déchaussement, ou bien d'allonger sa tige en cas de recouvrement trop important par le sable. Elle tient ainsi un rôle de stabilisation des zones sableuses.

## Aire de répartition
On la trouve sur le littoral méditerranéen de l'Espagne à Israël et du Maroc à l'Égypte, sur les îles méditerranéennes, comme la Corse, et sur le littoral atlantique du Portugal à la pointe de la Cornouailles, et en France des Pyrénées atlantiques au Finistère.
Autrefois appelée Lys de Phénicie, cette plante pousse dans un petit coin paradisiaque, l'île des palmiers (mieux connue sous le nom d'île aux lapins) à Tripoli, au nord du Liban.
Elle est inféodée aux sables maritimes, des groupements des plages aux dunes littorales.
L'espèce, du fait de la disparition de son habitat traditionnel (dunes), fait l'objet d'une protection dans certaines régions (notamment en Provence).
Elle est rare et en danger de disparition en Poitou-Charentes ainsi qu'en Loire-Atlantique.

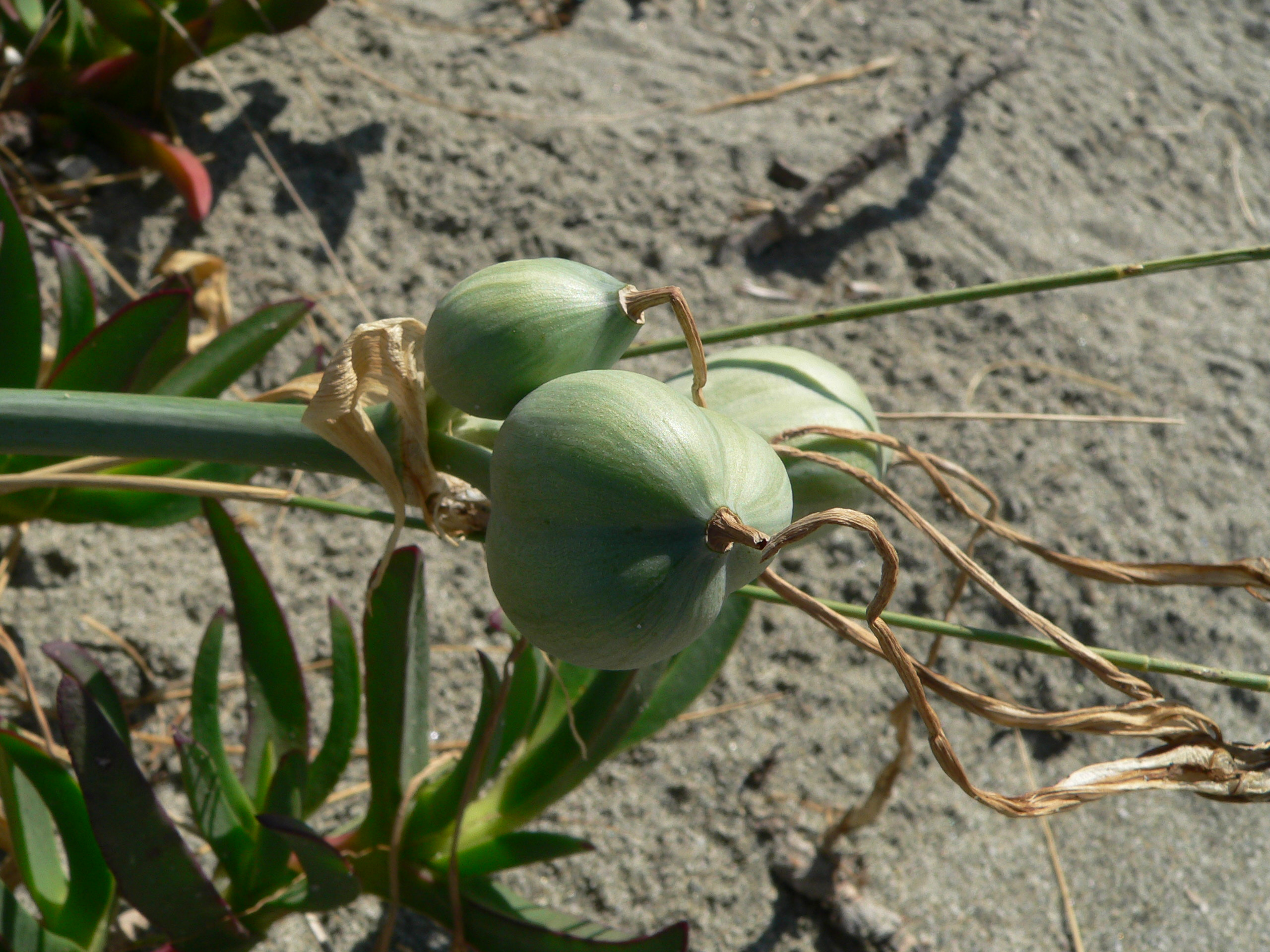
Fruits.
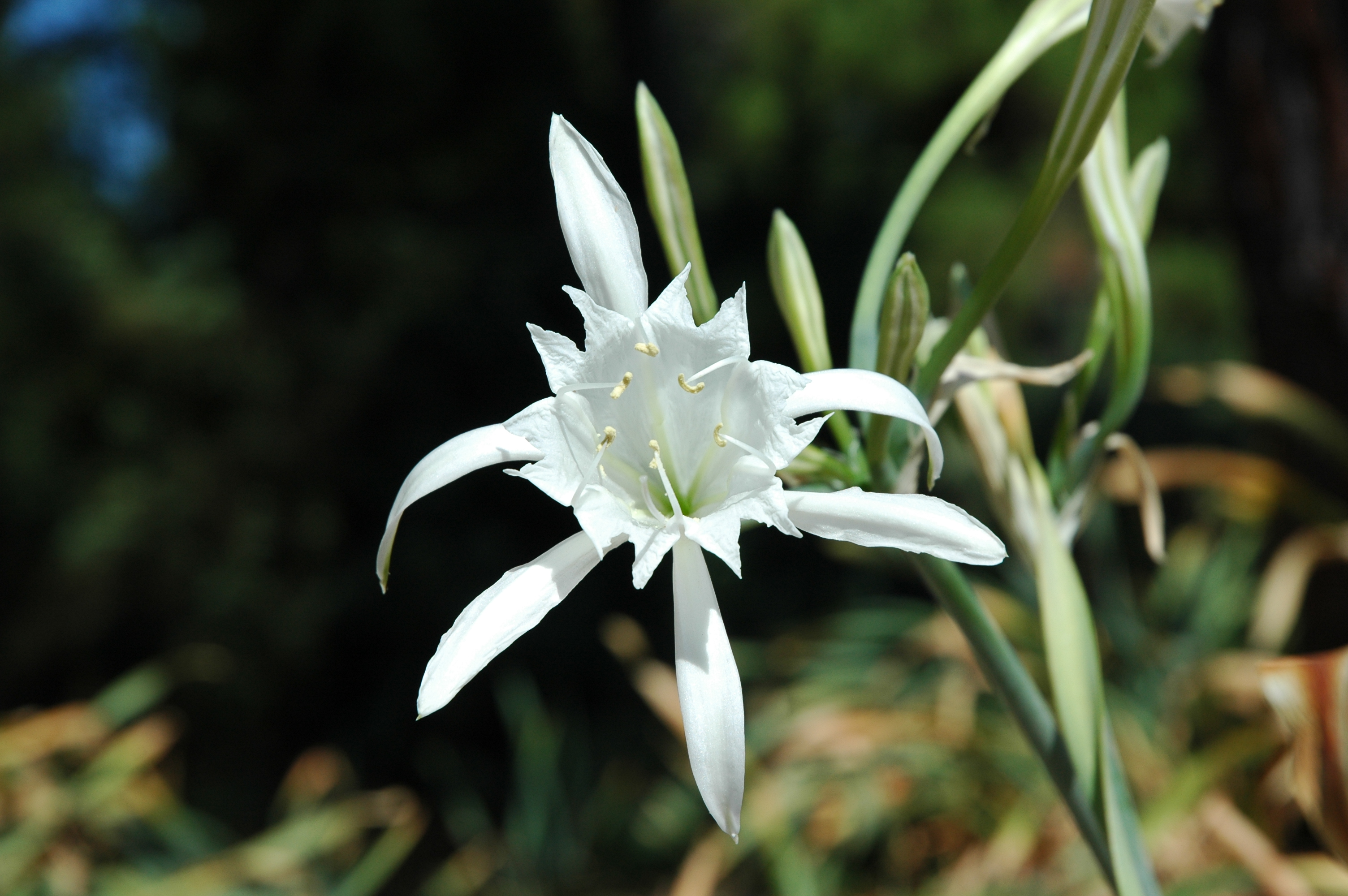
Fleur.
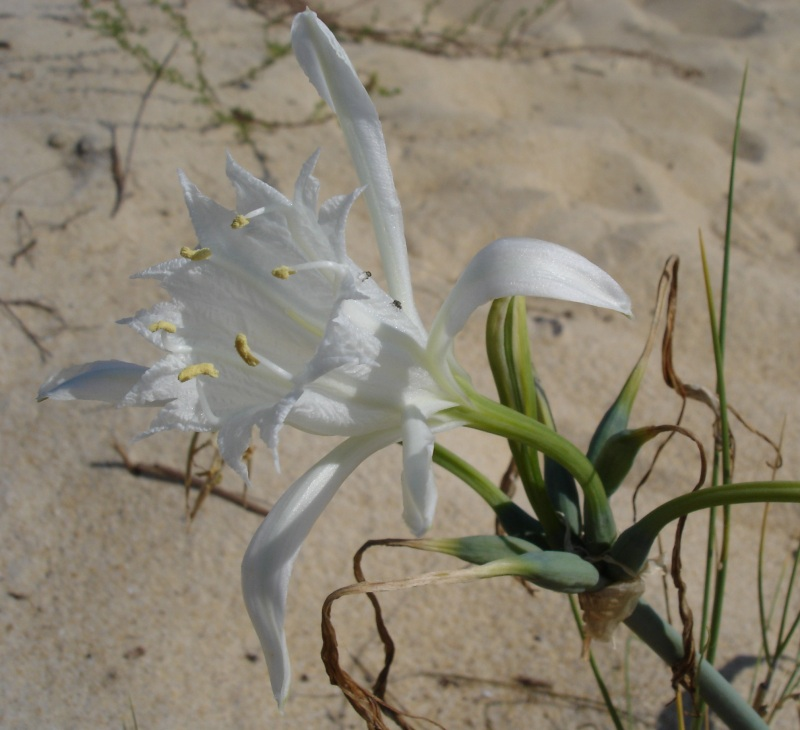
Fleurs.
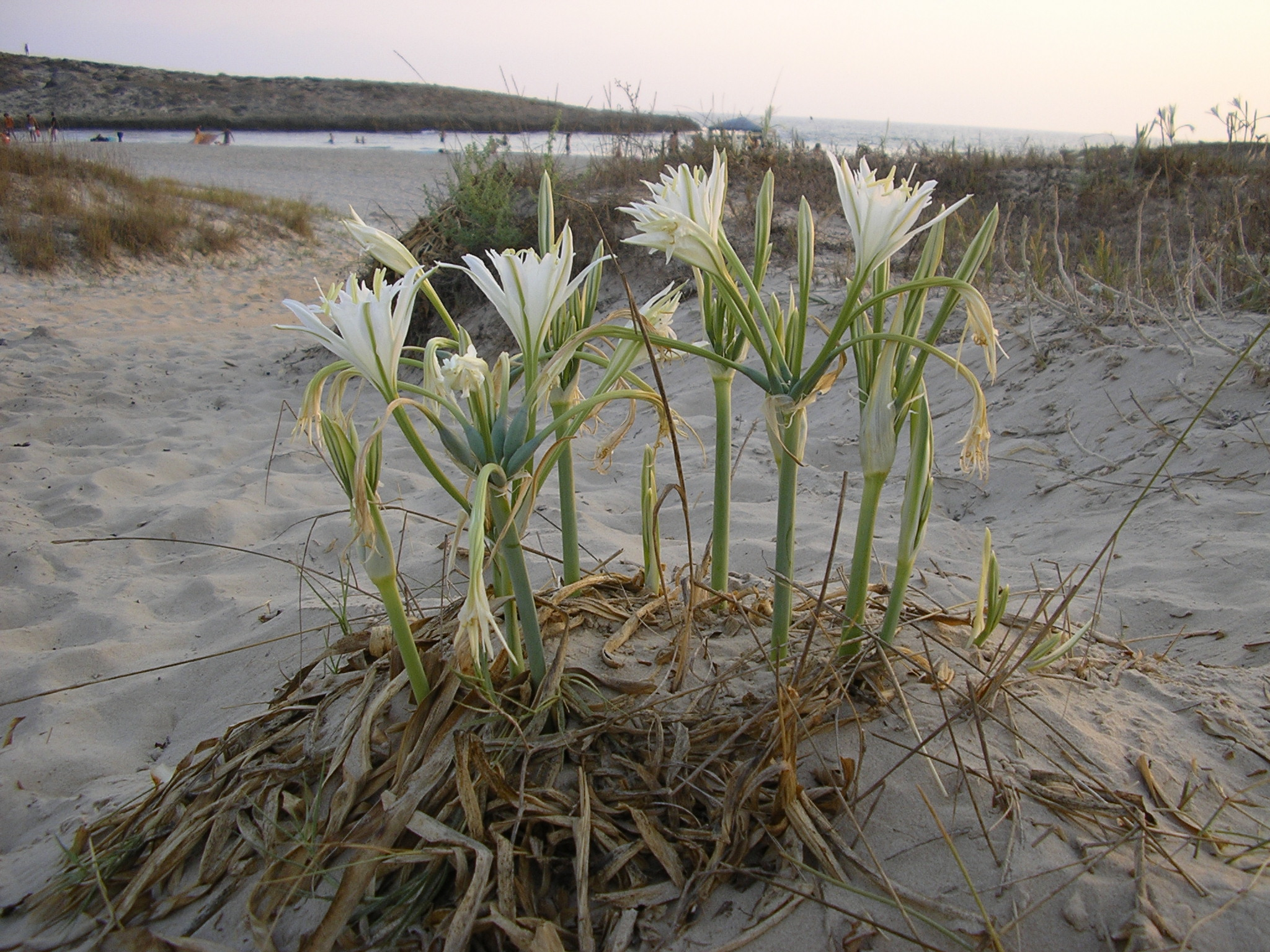
Groupement.
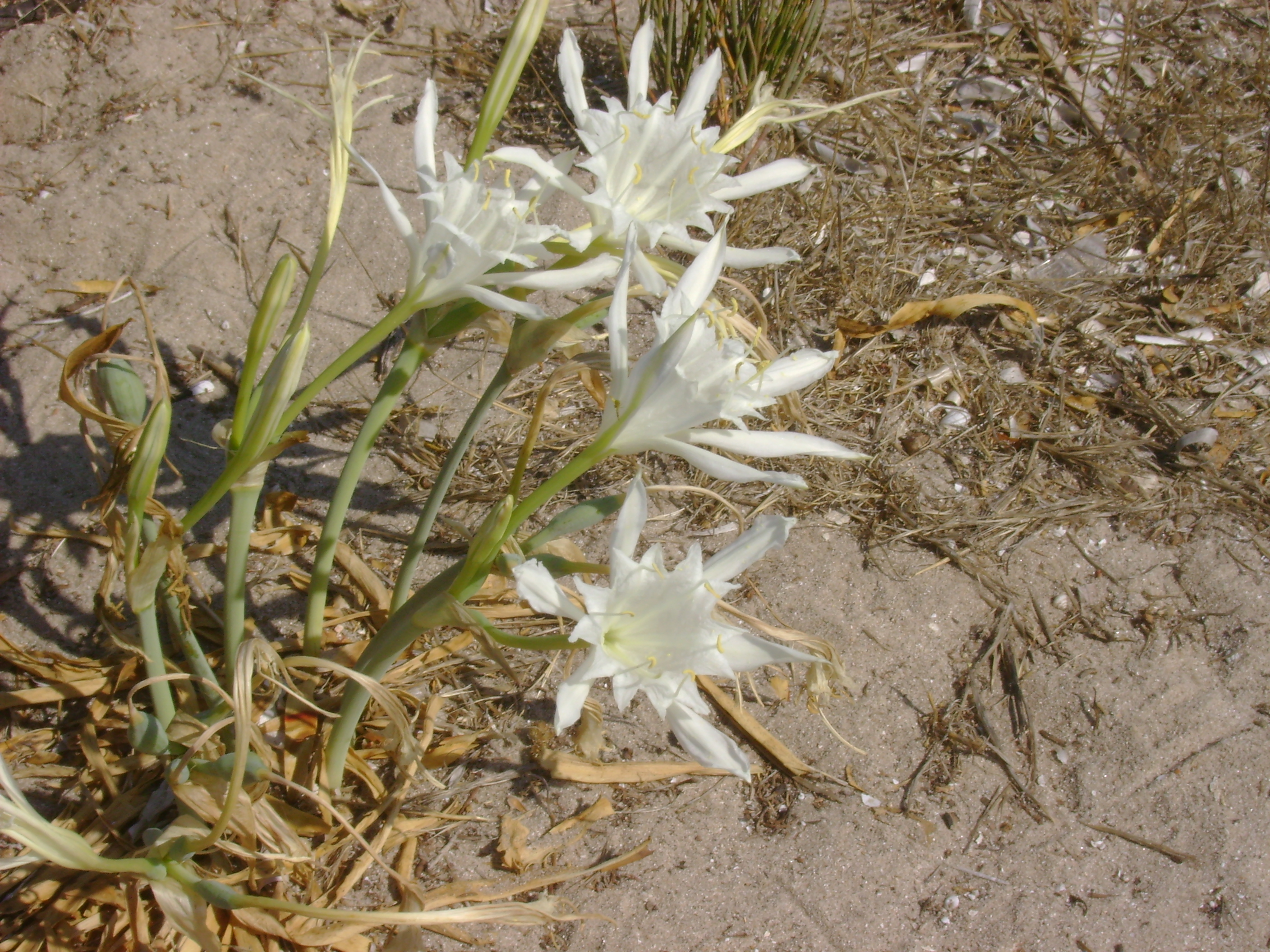
Groupement.

## Utilisations
Le lis de mer est utilisé comme fongicide externe. Le bulbe et les feuilles contiennent une quarantaine d'alcaloïdes ayant des activités purgatives, insecticides et fongicides

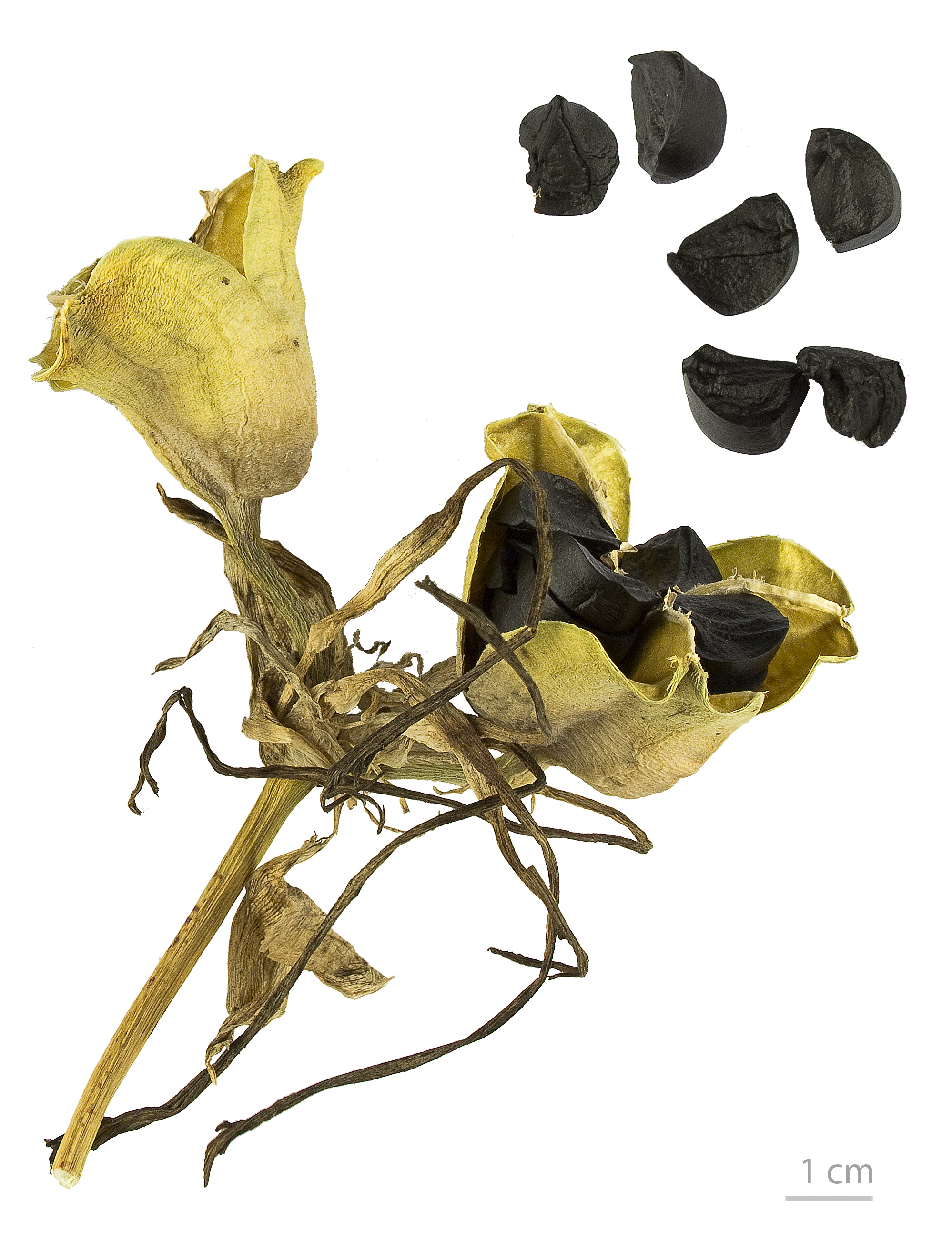
Pancratium maritimum - Muséum d'histoire naturelle de Toulouse.

## Aspects culturels
Un timbre représentant le « Lys de Mer » a été émis en 1992 par la poste française. Il fait partie d'une série « Nature de France - Plantes des marais » totalisant 4 espèces remarquables (Orchis palustris, Drosera rotundifolia et Nuphar lutea).